# 大串ノリコ
大串ノリコ（OGUSHI NORIKO）は、日本の占い師。
占い歴11年、鑑定数も2万件以上の実績を誇る占い師。 
株式会社katsura所属。

## 略歴
外資系企業での経験を経て、2009年から「世界の手相」をテーマに、1年8ヶ月をかけてアジア・中東・ヨーロッパ・アフリカ・中南米と64カ国を巡り、世界中の手相を見ながら旅をする。
2011年、その人生経験と手相のノウハウを生かし、占い師としてデビュー。
2020年1月より埼玉県秩父市に拠点を移し、東京・大阪・仙台・沖縄など全国各地で活動。
現在は、「その人らしい生き方」をテーマに、世界を周り鑑定してきた手相と紫微斗数・四柱推命・姓名判断などをかけ合わせたオリジナルの鑑定方法「来照術(イルミナフォーチュン)」で相談者の方を幸せな人生をへ導く。
最近ではフジテレビ系列で2020年4月15日から毎週水曜日 22:00 - 22:54（JST）に放送されている日本の占いバラエティ番組『突然ですが占ってもいいですか?』（とつぜんですがうらなってもいいですか?）などに出演中。

## 占った有名人
- 大島由香里
- 岡田結実
- 尾崎世界観
- お見送り芸人しんいち
- 関水渚
- 中村仁美
- 竹内由恵
- 吉田明世
- ZAZY
- 間宮祥太朗
- 宇梶剛士
- 鈴木紗理奈
- 満島真之介
- 原菜乃華
- 白濱亜嵐 (GENERATIONS)
- 片寄涼太 (GENERATIONS)
- 数原龍友 (GENERATIONS)
- 佐野玲於 (GENERATIONS)
- 中務裕太 (GENERATIONS)
- 関口メンディー (GENERATIONS)
- 木村柾哉 (INI)
- 後藤威尊 (INI)
- 許豊凡 (INI)
- 髙塚大夢 (INI)
- 田島将吾 (INI)
- アントニー
- カイヤ
- パンツェッタ・ジローラモ

## 出演
TV・映像
- 2020年3月30日 突然ですが占ってもいいですか?（フジテレビ）[2]
- 2022年1月24日 Youtube「MADKID New Year YouTube LIVE」
- 2021年11月26日 フジテレビ「＃ハイ＿ポール 秋の復活祭SP」

ラジオ
- 2022年1月7日＆14日　FM AICHI「髙橋ひかる Highway Runway」
- 2022年1月6日　TokyoFM「ONE MORNING」
- 2022年1月4日　Bay FM「The BAY☆LINE」
- 2021年12月27日　TokyoFM「山崎怜奈の誰かに話したかったこと」